# Cristiano di Magonza
Cristiano di Magonza (Germania, 1130 circa – Tusculum, 23 agosto 1183) è stato un diplomatico e arcivescovo cattolico tedesco al servizio dell'imperatore Federico I Barbarossa. Fu conte di Buch, arcivescovo di Magonza (1165–1183), e cancelliere di Germania (1165–1183).

## Biografia

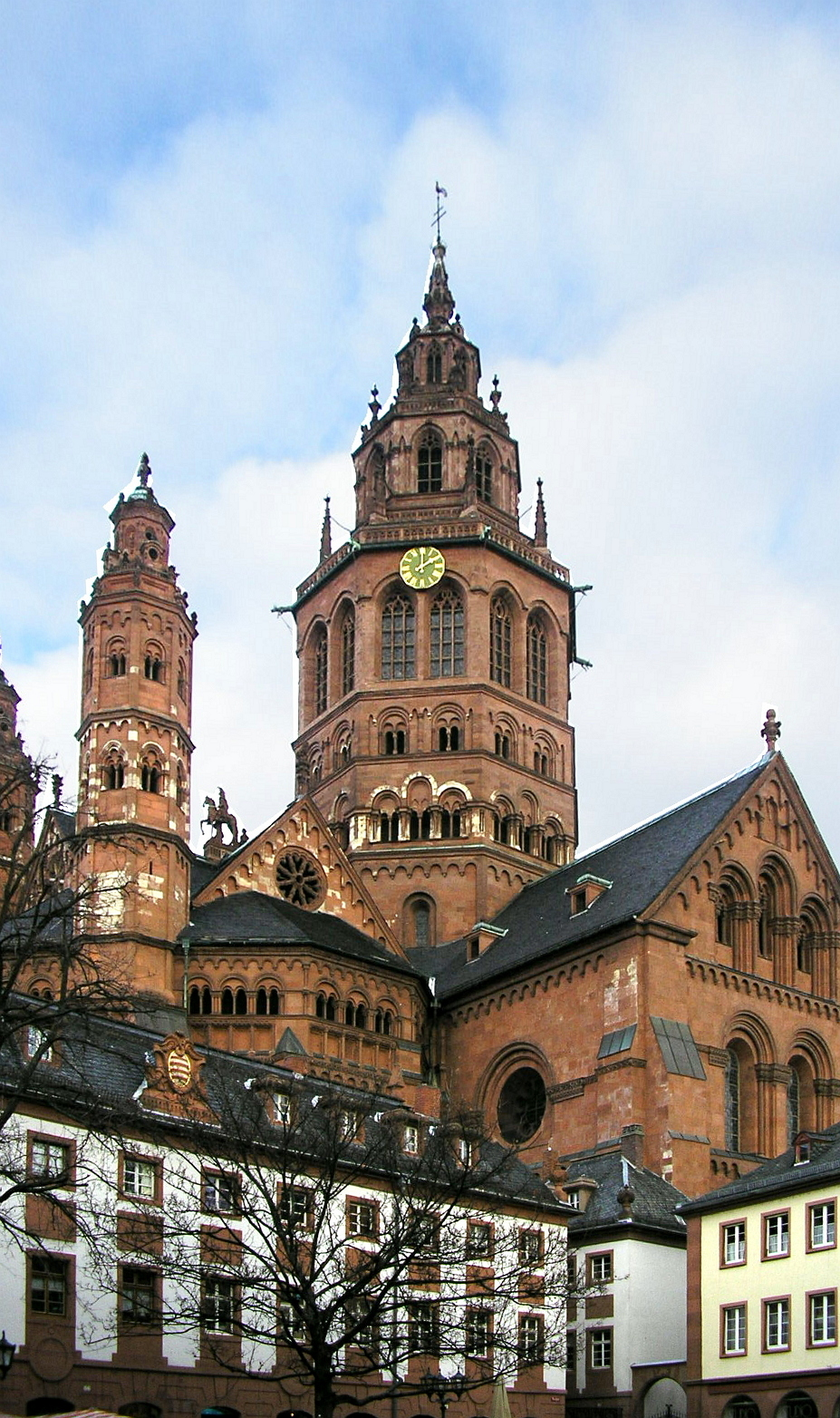
il Duomo di Magonza, X secolo

Storicamente, Cristiano di Mangonza, venne confuso con un suo omonimo, nato nel 1110, che dal 1126 al 1139, fu insignito del titolo di "ministerialis" della Basilica di San Servazio di Maastricht. Cristiano però di certo fu prevosto della stessa chiesa, ma il periodo in cui assunse tale ruolo è storicamente incerto. Probabilmente lo fu prima del 1160, anno in cui ricopriva la carica di prevosto di Merseburg, con l'incarico, da parte dell'antipapa Vittore IV, di far pervenire la sua mitra ad Enrico, abate di Lauresham. Cristiano nacque tra il 1130 ed il 1140, se, come si vedrà, nel 1160, nel 1165 e nel 1177 venne definito dai cronisti dell'epoca, come "iuvenis". Cristiano, ed il fratello Hugoldo, che ritroveremo alla Pace di Venezia del 1177, non erano originari "de veteri Bichelingen", luogo situato presso Soemmerda in Turingia. Fu figlio di madre dal nome ignoto, sorella di Federico conte di Beichlingen, e di Enrico I conte di Buch. Enrico da questo primo matrimonio ebbe Enrico II e Cristiano, mentre poi si risposò con una figlia di Sigeboto conte di Scartwelt/Schwerzfeld, da cui ebbe Hugoldo e Sibotone. Federico conte di Beichlingen doveva avere qualche relazione parentale con Bertoldo marchese di Vohburg, fratello di Adelaide prima moglie di Federico Barbarossa, entrambi figli di Diepoldo III, ma nessuna fonte dimostra che fosse loro fratello. Bertoldo infatti era figlio di secondo letto, nato da Cunegonda II, una delle quattro figlie di Conone/Corrado, della casa Northeim, conte di Beichlingen, deceduto nel 1103. Altra sorella del conte Federico fu Cunizza, badessa di Rinsberch, morta nel 1169. Cristiano prima di essere "ministerialis", quindi da giovanissimo, studiò nei collegi della chiesa di Magonza.  Nel 1160, dopo l'assassinio dell'arcivescovo Arnoldo di Magonza, Rodolfo di Zähringen, benché supportato da parte del clero, tentò di succedere con la forza, contro i Canoni, rubando gli arredi sacri di valore per "comprarsi" la carica. Giunto in Italia, Federico Barbarossa gli comunicò la sua "riprovazione", poi in itinere gli giunse la scomunica papale. Poco dopo la partenza di Rodolfo da Magonza la parte avversa, che doveva essere "lealista", guidata da Corrado conte palatino del Reno e da Ludovico II, langravio di Turingia, tentò d'imporre sullo scranno arcivescovile Cristiano da Buch. Il giorno 29 ottobre 1160 convennero in Francoforte oltre i due anche un legato di Illino arcivescovo di Treviri, vari vescovi suffraganei e pochi altri, che scelsero Cristiano, allora preposito di Merseburg. Cristiano allora viene definito come "iuvenis", dovendo quindi avere circa 20 anni. L'imperatore Federico I Barbarossa, al Sinodo di Lodi, sciolse il ruolo ambiguo di Cristiano in tale periodo e nominò pertanto Corrado di Wittelsbach arcivescovo di Magonza il 20 giugno 1161.

### Primo e secondo viaggio in Italia in solitaria (1165 e 1166)
Che Cristiano ricoprisse la carica di prevosto della cattedrale di Magonza dal 1162 è lo stesso Corrado I arcivescovo di Magonza che lo afferma in un diploma del 1183 dato a seguito di una lite tra Burcardo preposito di S. Pietro e le monache di Diefental.  Cristiano seguì forse nel 1162 Federico I imperatore, quando distrusse Milano. Corrado di Wittelsbach allora lo seguiva e già il 26 giugno 1162 venne nominato arcivescovo "electus" di Magonza. Ritornando Federico in Germania e passando per la Borgogna, Federico gli conferì l'alto onore di arcicancelliere per la Germania. Nella successiva Dieta di Costanza del 27 novembre 1162 Cristiano venne nominato per la prima volta come Cancelliere, vice di Corrado. Cristiano rimase vice di Corrado solo per pochi mesi, poiché costui non volle seguire la linea scismatica di Federico. Già il 4 novembre 1163, quando Federico I ridiscese in Italia a Lodi, s'era scelto un altro arcicancelliere solo per la penisola, Rainaldo arcivescovo di Colonia. Cristiano conservò la carica di Cancelliere, segno che, non solo abbandonò Corrado al suo destino, ma doveva risultare "simpatico" anche a Rainaldo. Nel 1165, Corrado di Wittelsbach si rifiutò di riconoscere l'antipapa Pasquale III nominato dall'imperatore che, immediatamente tornato in Germania, depose Corrado e nominò Cristiano al suo posto. Nel frattempo Cristiano, sceso in Italia, dalla Toscana si recò nel Lazio per sottomettere le popolazioni ed imporre l'antipapa Pasquale III. Diede fuoco a castelli come Castro e Cisterna, che si opposero. Nel giugno 1165 tentò di conquistare Anagni, città che non riuscì a sottomettere. Successivamente rientrò in Germania. Federico I Barbarossa scese in Italia verso la fine del 1166, seguito da Cristiano. Passato per Piacenza e Bologna, giunse ad Imola dove, il 4 marzo 1167, Ermanno vescovo di Verden consacrò Cristiano prete, e diaconi Guido arcivescovo eletto di Ravenna ed Eberardo vescovo eletto di Ratisbona. Il 5 marzo 1167, Daniele vescovo di Praga consacrò Cristiano vescovo. Nel 1167, Federico, dopo il vano tentativo di prendere Ancona con l'assedio del giugno e luglio 1167, dovette smobilitare, ripiegando su Roma. Cristiano era assente all'assedio, poiché già da aprile, quando si trovava a Rimini, era corso con un corpo militare in aiuto di Rainaldo arcivescovo di Colonia, che si trovava a Tuscolo.
Nel maggio 1167 i romani concentrarono un grande esercito di 20 000 uomini assediando Tuscolo, dove le forze imperiali del conte Raino figlio di Tolomeo furono soccorse da quelle di Rainaldo, arcivescovo di Colonia. Federico I, pur trovandosi nel riminese, gli inviò poi in aiuto Cristiano. Solo dopo un po' di tempo, Federico I scese ad Ancona. Con 1 300 tedeschi e "brabantini", e con gli uomini di Roberto II di Bassavilla, Cristiano si accampò a fianco di Monte Porzio, fuori città. I romani respinsero tutti i tentativi di Cristiano per una soluzione diplomatica e attaccarono. L'importante battaglia di Monte Porzio si svolse il 29 maggio 1167. Le truppe romane e papali vennero sconfitte, Tuscolo preservata, e la strada per Roma aperta. L'imperatore e il suo antipapa entrarono a Roma nella seconda metà del luglio 1167, ma un'epidemia di malaria uccise 2 000 uomini, tra cui Rainaldo di Dassel. Cristiano dopo ciò non ricoprì mai la carica di arcicancelliere d'Italia.

### Diplomatico
Dopo essere tornato in Germania, dove fece una delle poche visite della sua carriera a Magonza, Cristiano mediò nel 1167 tra il marchese Adelberto ed il duca sassone Enrico il Leone. Nel 1168, si reca a Rouen, per mediare tra Enrico II d'Inghilterra e Luigi VII di Francia. Fu un'idea di Cristiano quella di incoronare il figlio di Federico, Enrico come Re dei Romani a Bamberga nel giugno 1169. Si recò in Grecia nel 1170 come ambasciatore del Sacro Romano Impero, probabilmente con Ugo di Honau, non tanto per porre fine allo scisma papale, quanto per tastare il terreno. Infatti il basileus Manuele I Comneno desiderava ardentemente ricomporre il dissidio tra la chiesa greca e latina, che in quel momento si concentrava sul tema della processione dello Spirito Santo. Le trattative fallirono per opera del patriarca di Bisanzio Michele d'Anchialos. Fu in tale circostanza che Cristiano conobbe Leone Tusco, il quale riportò un'ottima impressione su di lui. Dopo un mese e sette giorni Cristiano lasciò il Corno d'Oro. Migliori risultati avrà nel 1177, quando fu uno dei capi negoziatori del trattato di Venezia tra l'imperatore e il papa, ottenendo il riconoscimento di Papa Alessandro III e poi il pallium.

### Terzo viaggio in Italia (1171)
Oltre a servire l'impero come diplomatico, a fine 1171, Cristiano fu inviato da Federico in Italia come Legato Imperiale. Cristiano poi scese in Toscana, ed il 3 febbraio 1172 giunse a Pisa. Il 28 marzo 1172 tenne una famosa Curia a Siena. Tra febbraio e dicembre 1172 si trovò coinvolto nelle vicende toscane, in cui Pisa era, a quel tempo, la città al centro delle azioni belliche. Ad inizio 1173 Cristiano si recò in Umbria. Colpì prima con un bando Terni, togliendole il territorio di Narni, perché riconosciuta centro di una zecca illegale che emetteva falsa moneta. Il 13 febbraio 1173 si trovava a Foligno e nel frattempo aveva sottomesso Spoleto ed Assisi.
Dopo Foligno Cristiano pensò di vendicarsi di Ancona, presumendo di annullare l'onta subita dall'impero in occasione del fallito assedio del 1167. Dovette quindi evitare di proseguire per la Flaminia, ma imboccare un diverticulum, o quello vicino Foligno, oppure l'altro vicino Nocera Umbra, che poi si riunivano presso Castelraimondo. È possibile quindi che già allora Cristiano conoscesse i luoghi, dove in futuro verrà arrestato da Corrado di Monteferrato. Prima di arrivare in Ancona Cristiano ottenne l'alleanza con Venezia. O all'andata o al ritorno, arrivato dalle parti di Castelraimondo, dovette fare una digressione per distruggere il castello di Matelica.

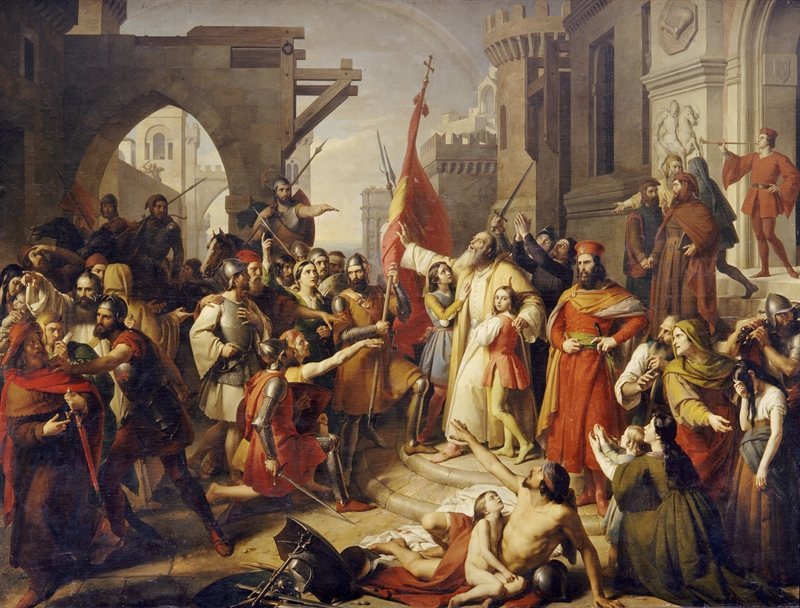
Il Giuramento degli Anconetani, di Francesco Podesti, raffigurante un episodio dell'assedio di Ancona.

Alla fine di maggio del 1173 iniziò l'assedio di Ancona, che aveva giurato fedeltà all'Imperatore bizantino Manuele Comneno. L'Impero odiava la città, non solo per le sue pretese di indipendenza, ma anche perché era legata all'Impero d'Oriente. Le truppe imperiali avevano preventivamente chiesto ed ottenuto l'alleanza della flotta veneziana: Venezia, infatti, aveva colto l'occasione per liberarsi di una rivale nei traffici marittimi. L'assedio durò sei lunghi mesi. Di questo assedio si ricorda l'eroico gesto di una donna, la vedova Stamira, che, uscendo arditamente dalle mura e dando fuoco ad una botte carica di materiale infiammabile, riuscì a danneggiare un accampamento nemico. A metà ottobre Cristiano e i Veneziani dovettero però abbandonare l'assedio, in quanto gli Anconetani erano riusciti ad avvisare i propri alleati Aldruda Frangipane contessa di Bertinoro e Guglielmo Marchesella capo guelfo di Ferrara, giunti con le proprie schiere.
Ritornando in Toscana nel marzo 1174, saccheggiò Terni. Il Magontino rimase in Toscana fino all'estate del 1174. Infatti il 20 maggio 1174 si trovava ancora a Castiglion Aretino. Dalla Toscana fece un breve ritorno a Magonza, scendendo poi per la quarta volta in Italia dopo che Federico I l'aveva già preceduto. Passò in Romagna, facendo di Faenza, città su cui il conte toscano Guido Guerra aveva qualche dominio, il perno delle sue operazioni, in particolare contro Bologna. I risultati non furono soddisfacenti, nonostante alcune vittorie locali.

### Quarto viaggio in Italia (1175)
Nel 1176 Cristiano non era più in Romagna, quando Federico I affrontò la Lega Lombarda a Legnano, non assistendo quindi alla sconfitta del 29 maggio 1176. Fra il 21 ed il 27 luglio 1175 era a Pavia presso Federico, che prese la decisione di inviare un esercito contro il regno normanno, non sentendosi in una posizione di debolezza. Cristiano fu quindi preposto a quella spedizione. Le sue forze imperiali scesero per l'Adriatica, sorpassando Fermo (per ora graziata), ed il 10 marzo del 1176 si scontrarono vittoriosamente a Carsoli, presso il castello di Celle, con l'esercito normanno comandato da Ruggero conte di Andria e da Tancredi conte di Lecce. Vennero fatti 200 prigionieri, tra cui Riccardo conte di Sangro, ed uccisi 150 cavalieri. Dopo ciò Cristiano rimase nel Regno per almeno sei mesi fino a quando, richiamato dall'imperatore dopo Legnano, risalì, trovandosi il 21 ottobre a Tivoli: si ricongiunse così con l'ambasceria guidata allora da Wichmanno arcivescovo di Magdeburgo, Corrado vescovo eletto di Worms e Vartvino protonotario. La comitiva andò poi in Anagni presso papa Alessandro III. Poco prima per cause ignote, mentre risaliva, Cristiano il 21 settembre 1176 aveva preso e devastato Fermo. Ecco perché il papa lo accolse, pretendendo che, dimisso exercitu, licenziasse l'esercito. In Anagni Cristiano, a capo della legazione, seppe ben trattare e si arrivò ad un mutuo accordo. Il papa partì da Anagni il 6 dicembre, andando prima a Benevento, poi a Vieste; quindi, col supporto di re Guglielmo II, salpò per Zara dove arrivò il 13 marzo 1177, approdando infine a Venezia il 20 marzo. Cristiano invece, da Anagni, andò sul Tronto da dove accompagnò a nord i cardinali (Guglielmo vescovo di Porto e Giacinto cardinale di Schola Greca), che risalivano da Vieste. Se il documento è vero sembra che il 22 marzo 1177 Cristiano abbia incontrato Federico I nel castello di Coccorone presso Foligno, forse proprio perché l'imperatore cercava consigli da lui.
Alla tregua di Venezia dell'estate del 1177, Cristiano, ancora "iuvenis", fu omaggiato dal fratello Hugoldo e da 300 magontini del seguito. Fu lui a condurre le trattative, ma la Curia gli remò contro, proponendo uno scambio dei Beni matildini con altro che rimase segreto. Alla fine prevalse la ragione e dopo l'abiura di Federico I, anche Cristiano e gli altri furono riammessi alla Comunione. Cristiano si vide confermata la sede di Magonza e Corrado di Wittelsbach, dovette accontentarsi di quella di Salisburgo.
Dopo Venezia, Alessandro III scese per mare, sbarcando a Siponto. Risalì poi in Anagni il 14 dicembre 1177. Non potendo proseguire per Roma, in cui il prefetto Giovanni ed i Romani gli erano avversi, ad inizio 1178 passò a Tuscolo. Cristiano, invece, con i legati papali Raniero cardinale di S. Giorgio e Greco suddiacono da Venezia, scese in Romagna per ottenere la dedizione delle popolazioni al Pontefice. Ad inizio 1178 dovette arrivare a Viterbo, appena dopo che l'antipapa Callisto III, percepito il pericolo e consigliato da Giovanni (Maledetto) prefetto di Roma e Signore di Tuscolo, si era rifugiato sul monte Albano e poi nel castello di Tuscolo. Cristiano, agendo per il Papa, non ci pensò due volte assediando il castello senza prenderlo, ma tenendolo sotto controllo. Ritornò quindi a Viterbo per riportarvi il potere papale, accettato dal partito popolare, ma avversato da quello dei nobili. Intanto Callisto III, visto ormai esaurito il suo ruolo ed il voltafaccia del prefetto, il 29 agosto 1178 si umiliò in Tuscolo (Frascati) davanti al papa Alessandro III. Il papa infatti era riuscito a portare dalla sua il prefetto e i Romani, entrando così in Roma il 13 settembre 1178, accompagnato da Cristiano. Fu pertanto prima di tale evento che Cristiano aveva risolto a favore del papa in Viterbo la lotta tra Popolari e Nobili, costringendo Corrado di Monferrato, chiamato dai secondi, se non proprio alla resa, comunque a pagare una penale, una "liberatoria" di 12 000 perperi, pari a 4 000 libbre. Fu forse una ritorsione tardiva di Cristiano per due atti, cui era stato presente, dati da Federico imperatore a Venezia nel 1177, riguardanti Poggibonsi e Marturi. Corrado in quelle circostanze era comunque riuscito a catturare e mettere in prigione Goffredo da Viterbo, notaio e cancelliere imperiale.
Cristiano, nel marzo 1179, prese parte coi suoi vescovi suffraganei al terzo Concilio Lateranense, che annullò tutti gli atti di Pasquale III. Dopo il Concilio Cristiano ebbe certo l'incarico da parte del papa di ripristinare il controllo in Romagna; risalendo passò per Rimini e Forlì. Il diverso schieramento delle parti fa comprendere, in tale circostanza, il diverso "ruolo" di Cristiano: Faenza, che nel 1175 era stata sua alleata, ora era l'avversario da colpire. Nel giugno 1179 Cristiano assediò Castrocaro e il 24 luglio 1179 seguente si scatenò la battaglia tra Cristiano e Faenza. Stando al Tolosano vinsero i Faentini. Dopo tali fatti, l'arcivescovo ricevette una lettera in cui il papa lo invitava ad andare all'abbazia di S. Clemente sul Pescara (Casauria) per imporre la restituzione al monastero dei beni violentemente sottratti. Una volta eseguito l'ordine papale, sulla via del ritorno a Roma, Cristiano venne preso prigioniero da Corrado di Monferrato, il 29 settembre 1179, presso la rocca di Pioraco, non lontano da Camerino, dove non riuscì ad entrare nel tentativo di sottrarsi alla cattura. Ciò significa che aveva cercato di evitarla, prendendo vie secondarie. Dopo la cattura, Corrado lo tenne prigioniero ed incatenato per quindici mesi nel castello di San Flaviano, quindi a Rocca Venere, e infine ad Acquapendente. Secondo lo storico bizantino Niceta Coniata, Corrado beneficiò del supporto economico dell'imperatore Manuele I Comneno ed era pronto ad inviare il suo prigioniero a Costantinopoli come ostaggio, ma la cosa alla fine venne rifiutata da Manuele. Dopo la liberazione Cristiano tornò a Viterbo, accogliendo addirittura il papa, che nel frattempo aveva lasciato Roma.
Nel 1181, quando papa Lucio III lasciò Roma, Cristiano giunse in suo soccorso a Tuscolo, assediata dai romani, e li sconfisse per due volte, salvando nuovamente il pontefice e la città. Cristiano contrasse la febbre malarica, anche se Ruggero di Hoveden suggerisce che bevve da una fonte avvelenata, e morì a proprio a Tusculum il 23 agosto, dove venne sepolto; il papa lo scrisse in una lettera del 2 settembre inviata al clero tedesco, dove ne evidenziò le virtù ed i limiti. Corrado di Wittelsbach venne di nuovo nominato arcivescovo di Magonza.

## Giudizio
Cristiano per tutta la sua vita, fu diplomatico e soldato, ma anche uomo di cultura: conosceva varie lingue, scrisse vari sermoni, lettere ed una Vita di Federico I Barbarossa, che Trithemius, lettala, definì "non spernendae authoritatis volumen". Cristiano ebbe rapporti epistolari con S. Ildegarda, alla quale egli scrisse incolpandosi di fare più l'uomo del secolo che di chiesa; lei rispose "O tu, persona praelationis, in vice Christi ab ipso constitutus es". Un bell'apprezzamento ebbe da un suo successore sulla cattedra di Magonza, Corrado II, che lo definì "virum utique mire prudentie, in rebus ambiguis et arduis subtilissimi consiliis..."; la sua eredità e il suo carattere furono così riassunti da Gregorovius, incappato però nella mala bocca di Alberto Stadense.

## Genealogia episcopale e successione apostolica
La genealogia episcopale è:
- Vescovo Daniele I di Praga
- Arcivescovo Cristiano di Magonza

La successione apostolica è:
- Vescovo Hartwig von Lierheim (1168)
- Vescovo Jindřich Břetislav (1182)